# ヤーリ・スフールマン
ヤーリ・スフールマン（オランダ語: Jari Schuurman、1997年2月22日 - ）は、オランダ・南ホラント州ゴリンチェム出身のサッカー選手。ポジションは、ミッドフィールダー。

## 経歴
GJSでサッカーを始め、2004年にフェイエノールトのユースに移った。Cユニオールの時に上手くいかずヴィレムIIに去りかけていたが、B2でハストン・タウメントの指導を受けたことで軌道修正し、クラブ最高のタレントの1人になった。
トップチームに昇格した2016-17シーズンは度々ベンチに入るも出場機会は得られず、リザーブでのプレーとなった。しかも本職の中盤では無くサイドで起用されることもあった。2016年5月8日のエールディヴィジ最終節N.E.C.戦においてフェイエノールトで公式戦デビューを果たした。87分にトニー・フィレーナとの交代でピッチに入り、数分間出場した。
2016-17シーズンは出場機会を得るためにヴィレムIIにレンタル移籍した。当初はスタメンに入れず出場機会をほとんど得られなかったが、11月25日、ゴー・アヘッド・イーグルス戦で初めてスタメン出場すると、この試合唯一のゴールを決めて0-1勝利に貢献。

## エピソード
ヤーリのファースト・ネームは元アヤックスのヤーリ・リトマネンから取られており、スフールマン自身は「母親が彼のファンだったんだ。最初、特にフェイエノールトに行くことになった時はこの名前を付けられたことにちょっと腹が立っていた。でもしばらくして面白く思えるようになったよ。彼は間違いなく素晴らしい選手だったし、僕自身も攻撃的MFとして成長することになったからね」、「F-jesの時から長年ジョークにされたし、もう慣れた。僕はフェイエノールトでこのヤーリを見せたい」と語っている。